# 8735 Yoshiosakai
8735 Yoshiosakai (1997 AA1) là một tiểu hành tinh nằm phía ngoài của vành đai chính được phát hiện ngày 2 tháng 1 năm 1997 bởi T. Kobayashi ở Oizumi.